# あしたの太陽
『あしたの太陽』（あしたのたいよう）は、シナノ企画が1973年に制作・公開した中編劇映画。上映時間：42分22秒。
相次いで両親を亡くした3人の姉弟が、周囲の真心に支えられながら、明るく健気に生きていく姿を謳っていく。

## あらすじ
突然の心臓マヒで父・修三を亡くし、永山三枝子(14)と弟の健一(11)、康二(8)は途方に暮れる。前年に母・君子も病死していた。永山家の茶の間に親戚が集まり、弟たち二人は施設に預かってもらうしかない、と決める。
やがて児童施設の係員が引き取りにやって来るが、姉弟たちは泣きながら「離れたくない」と抵抗する。それを見かねた近所の婦人・今田好子が、保護者を買って出て、3人の面倒をみることになる。
新聞配達をして粗食に耐え、中学校に通う三枝子は、それでも、勉強も運動も優秀な成績をおさめていた。三枝子は、今田好子の娘・和江と一緒に富士鼓笛隊に入って、ファイフを吹くことになり、鼓笛指導員の青木から厳しくも優しい指導を受け、上達していく。青木は、三枝子の分の折り詰めを作って持参し、昼休みに三枝子と和江に振る舞う。喜んで食べる和江。だが、三枝子はほとんど食べず、弟たちのために持って帰るのだった。
2年がたち、中学を卒業した三枝子は、学校推薦で中小の縫製会社に勤めることになった。始めは慣れない仕事に苦戦し、縫い直しの連続で残業ばかり。ある夜、つい居眠りが出て、ミシンの針を折ってしまう。落胆する三枝子を、今田好子は「どんなことがあっても負けないって誓ったでしょ」と優しく励ます。
決意を新たにした三枝子は、縫製の仕事にも鼓笛の練習にも懸命に取り組み、会社の石山社長からも認められるようになる。
鼓笛隊が団地コンサートを行うと発表され、三枝子は「会社の近くの団地だわ！」と張り切る。一段と練習に励む三枝子。
団地コンサートの当日、日曜日にもかかわらず縫製会社の人たちが沿道に並び、パレードの中に三枝子の演奏する姿を見つけ、大きな声援を送るのだった。

## スタッフ
- 制作：福島良治
- 監督：飯塚芳郎
- 脚本：島藤忠弘
- 撮影：清水敬之
  - 撮影助手：金沢裕、高橋英彦
- 録音：佐藤広文
  - 録音助手：政安秀一
- 照明：森康
  - 照明助手：坂田清、小林繁次、一ノ宮
- 編集：森弥成（クレジットは「森達也」名義）
- 音楽：鈴木操
  - 主題歌《あしたの太陽》　作曲：鈴木操、作詞：島藤忠弘
- 制作補：荻野豊太郎
- 制作担当：田中秀六
  - 制作進行：黒井克己
- 助監督：佐野和弘
  - 監督助手：田畑健蔵、島津忠良
- 記録：島田はる
- 小道具：装美社、東映美術
- 美粧：町田博子
- 衣裳：宮脇かよ子
- 車輌：酒井良彰
- 録音所：東京スタジオセンター
- 現像所：東洋現像所（現・イマジカ）

## 配役
- 永山三枝子(16)鼓笛隊員　：篠和江
- 永山健一　(13)三枝子の弟：石川薫
- 永山康二　(10)　同上　　：木村毅
- 今田辰男　(45)隣家の主人：増田順二
- 今田好子　(42)辰男の妻　：町田博子
- 今田和江　(16)辰男の娘　：勝元宏子
- 叔父A　　 (45)三枝子の親戚：鈴木史郎
- 叔父B  　 (42)　同上　　：伊藤正博
- 叔母B  　 (37)叔父Bの妻 ：小峰陽子
- 叔母A 　　(43)三枝子の親戚：岡崎夏子
- 保護司A　　児童施設の係員 ：木元章介
- 保護司B　　　同　 上　　　：二本柳敏恵
- 青　木　　(22)鼓笛隊指導員：上杉二美
- 石　山　　(47)縫製会社社長：河野耕司
- 係　長　　(37)三枝子の上司：長嶋寛
- 相沢俊子　(17)三枝子の同僚：川又すみ子
- 戸　山　　(40)縫製会社女工：三枝陽子
- 鈴　木　　(46)　同　上　　：佐藤信子
- 大　島　　(35)　同　上　　：石丸ひろみ
- ナレーター：大港淑子